# Giovanni van Bronckhorst
Giovanni van Bronckhorst (wym. [dʒoːˈvɑni vɑn ˈbrɔŋkɦɔrst]; ur. 5 lutego 1975 w Rotterdamie) – holenderski trener piłkarski i piłkarz, grający na pozycji lewego obrońcy i pomocnika.

## Życiorys
Urodzony 5 lutego 1975 w Rotterdamie Van Bronckhorst już w wieku 7 lat był związany z Feyenoordem. Przeszedł przez wszystkie szczeble szkółki piłkarskiej i w wieku 15 lat zaczął grać w drużynie rezerw. Nie mogąc się przebić do pierwszej drużyny zdecydował się na wypożyczenie w sezonie 1993/1994 do zespołu RKC Waalwijk w którym zadebiutował w lidze holenderskiej.
Po powrocie z wypożyczenia udało mu się wywalczyć miejsce w składzie. Stał się podstawowym zawodnikiem Feyenoordu. Gole i asysty w klubie spowodowały zainteresowanie ze strony selekcjonera reprezentacji który zabrał go na turniej Olimpijski 1996. Debiut w pierwszej reprezentacji przypadł na mecz z reprezentacją Brazylii w sierpniu 1996 zremisowanym 2:2. Van Bronckhorst wystąpił w tym meczu przez pełne 90 minut.
Sezon 1998/1999 miał rozpocząć w Rangers do którego przeszedł za 5,5 miliona funtów.
Zanim jednak wystąpił na Ibrox Park, pojechał z reprezentacją Pomarańczowych na Mistrzostwa Świata.
Pierwszy sezon w drużynie z Glasgow miał wymarzony. Piłkarz wystąpił w 35 z 36 meczów w lidze, grając na pozycji środkowego pomocnika. Sezon ten zakończył z siedmioma trafieniami, ale najbardziej zapamiętano jego bramkę z rzutu wolnego przeciwko lokalnemu rywalowi Celtikowi. Rangersi przegrali ten mecz 5:1, ale była to jedyna porażka w lidze i van Bronckhorst mógł cieszyć się z Mistrzostwa Szkocji. Następny sezon był bardzo udany dla całego zespołu, jak i piłkarza (mistrzostwo Szkocji zdobyte z przewagą 20 punktów nad drugim w tabeli Celtikiem). W klubie trenerem był wówczas inny Holender, Dick Advocaat.
Występy w Rangersach potwierdziły jego piłkarskie umiejętności i zaczął być regularnie powoływany na mecze reprezentacji, jednak trener kadry wystawiał go na pozycji lewego obrońcy.
Po jeszcze jednym sezonie w Glasgow zakończonym bez zdobycia jakiegokolwiek trofeum, van Bronckhorst przeniósł się latem 2001 do Arsenalu za 8 milionów funtów. Opuszczając Rangersów miał na koncie strzelone 22 bramki (13 w lidze, 3 w Pucharze Szkocji, 1 w Pucharze Ligi Szkockiej, 3 w Lidze Mistrzów oraz 2 bramki w Pucharze UEFA).
Pobyt w zespole ze stolicy Anglii nie był dla piłkarza szczęśliwy. Już na początku sezonu doznał poważnej kontuzji, a po powrocie do zdrowia bezskutecznie walczył o miejsce w pierwszym składzie. Rzadko występując przyczynił się do zdobycia tytułu Mistrza Anglii oraz Pucharu Anglii.
Sezon 2003/2004 piłkarz rozpoczął w FC Barcelona, do której został wypożyczony. Wypożyczenie van Bronckhorsta było dziełem nowego szkoleniowca Barcelony, Franka Rijkaarda, który chciał sobie powetować przegraną batalię o Cesca Fabregasa (Cesc Fabregas trafił do Arsenalu). Udane występy w katalońskim klubie (2. miejsce w lidze) doprowadziły do transferu definitywnego oraz do ponownego powoływania piłkarza do reprezentacji.
Dnia 27 czerwca klub FC Barcelona ogłosił, że 32-letni van Bronckhorst, mimo obowiązującego jeszcze przez rok kontraktu został piłkarzem Feyenoordu Rotterdam. Piłkarz ma zamiar zakończyć karierę w swoim rodzimym klubie. Van Bronckhorst został zaprezentowany z numerem '8'.
Od czasów gry w Arsenalu, występuje w koszulce z napisem Gio, co ma być skróconą wersją imienia, lecz gdy wrócił do Feyenoordu w 2007 roku na koszulce ponownie pojawił się napis V. Bronckhorst.
Van Bronckhorst był doświadczonym piłkarzem mogącym występować na wielu pozycjach, jednak najodpowiedniejsza dla niego wydawała się być pozycja lewego obrońcy. Dzięki jego rajdom z piłką lewą stroną boiska i celnym dośrodkowaniom był ważnym graczem nie tylko w obronie, ale i w ataku. Potrafi również bardzo silnie i precyzyjnie uderzyć piłkę z gry lub rzutu wolnego. Karierę zaczynał jako pomocnik w Feyenoordzie, ale w klubie z Glasgow przesunięto go do linii obrony.
Przed ostatnim meczem (finałowym) – na Mistrzostwach Świata w RPA zapowiedział, że zakończy karierę piłkarską.
W sezonie 2016/2017 jako trener doprowadził drużynę Feyenoord do zdobycia Mistrzostwa Holandii.
W czerwcu 2024 został trenerem Beşiktaşu.

## Reprezentacja Holandii
Van Bronckhorst w reprezentacji narodowej zadebiutował w kwietniu 1996. Był członkiem jej kadry na Mundialu 1998, Euro 2000, Euro 2004, Mundialu 2006 Euro 2008 i Mundialu 2010. Łącznie w barwach narodowych wystąpił 106 razy i 6 razy wpisał się na listę strzelców.

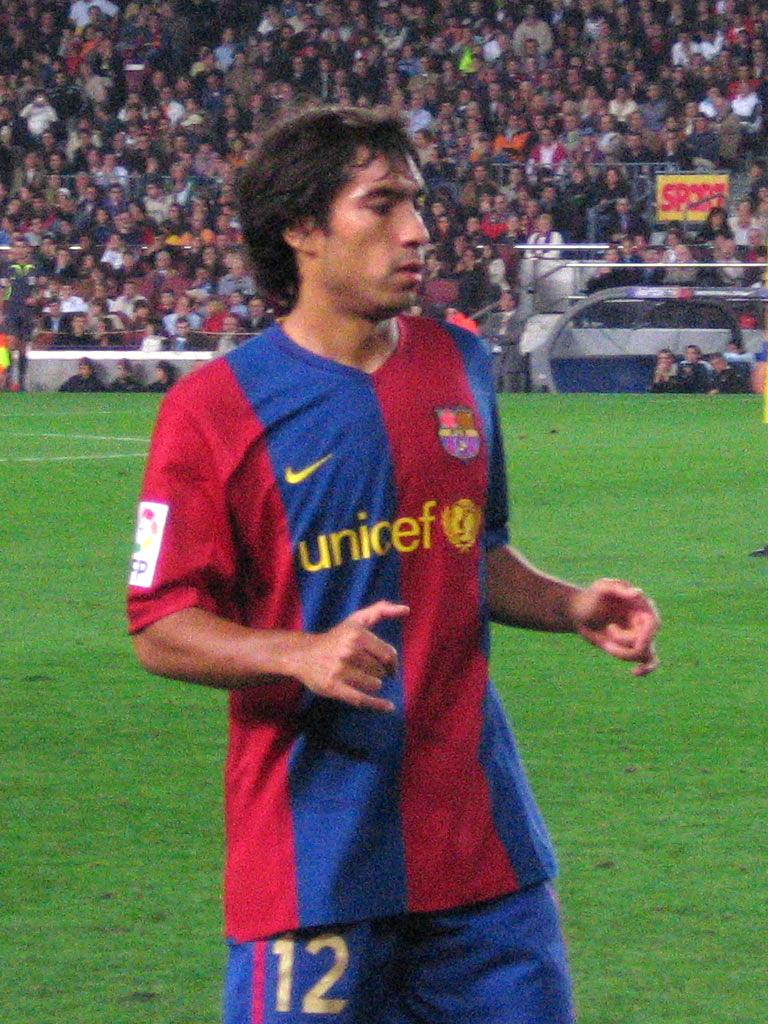
Giovanni w 2006 roku

## Kariera
| Sezon   | Klub         | Rozgrywki                         | Mecze | Bramki |
| ------- | ------------ | --------------------------------- | ----- | ------ |
| 1993/94 | Feyenoord    | Eredivisie                        | 0     | 0      |
| 1993/94 | RKC Waalwijk | Eredivisie                        | 12    | 2      |
| 1994/95 | Feyenoord    | Eredivisie                        | 10    | 1      |
| 1995/96 | Feyenoord    | Eredivisie                        | 27    | 9      |
| 1996/97 | Feyenoord    | Eredivisie                        | 34    | 4      |
| 1997/98 | Feyenoord    | Eredivisie                        | 32    | 8      |
| 1998/99 | Rangers F.C. | Scottish Premier League           | 35    | 7      |
| 1999/00 | Rangers F.C. | Scottish Premier League           | 25    | 4      |
| 2000/01 | Rangers F.C. | Scottish Premier League           | 11    | 2      |
| 2001/02 | Arsenal F.C. | Premiership                       | 21    | 1      |
| 2002/03 | Arsenal F.C. | Premiership                       | 20    | 1      |
| 2003/04 | FC Barcelona | Primera División                  | 34    | 1      |
| 2004/05 | FC Barcelona | Primera División                  | 29    | 4      |
| 2005/06 | FC Barcelona | Primera División                  | 19    | 0      |
| 2006/07 | FC Barcelona | Primera División                  | 23    | 0      |
| 2007/08 | Feyenoord    | Eredivisie                        | 32    | 7      |
| 2008/09 | Feyenoord    | Eredivisie                        | 27    | 1      |
| 2009/10 | Feyenoord    | Eredivisie                        | 4     | 0      |
|         |              | Łącznie w Eredivisie              | 178   | 32     |
|         |              | Łącznie w Scottish Premier League | 71    | 13     |
|         |              | Łącznie w Premiership             | 41    | 2      |
|         |              | Łącznie w Primera División        | 105   | 5      |

## Osiągnięcia

### FC Barcelona
- 2005/2006 Puchar Mistrzów – zwycięstwo
- 2005/2006 Superpuchar Hiszpanii
- 2005/2006 Mistrzostwo
- 2004/2005 Superpuchar Hiszpanii
- 2004/2005 Mistrzostwo

### Arsenal F.C.
- 2002/2003 Puchar Anglii
- 2001/2002 Puchar Anglii
- 2001/2002 Tarcza Wspólnoty (Superpuchar Anglii)
- 2001/2002 Mistrzostwo

### Rangers F.C.
- 1999/2000 Puchar Szkocji
- 1999/2000 Mistrzostwo
- 1998/1999 Puchar Ligi Szkockiej
- 1998/1999 Puchar Szkocji
- 1998/1999 Mistrzostwo

### Feyenoord
- 1994/1995 Puchar Holandii